# Egnatius (geslacht)
Egnatius is een geslacht van rechtvleugeligen uit de familie veldsprinkhanen (Acrididae). De wetenschappelijke naam van dit geslacht is voor het eerst geldig gepubliceerd in 1876 door Stål.

## Soorten
Het geslacht Egnatius  is monotypisch en omvat slechts de volgende soort:
- Egnatius apicalis (Stål, 1876)